# Offre d'électricité renouvelable (France)
Pour fournisseur d'électricité, voir Fournisseur d'électricité (France).
Les offres d’électricité renouvelable — souvent appelées, de façon inappropriée, « offres d’électricité verte » — sont des contrats de fourniture d'électricité conçus de façon à valoriser le développement d’une électricité produite à partir de sources renouvelables (hydraulique, solaire, éolien…). Elles connaissent un succès certain et font l'objet de rapports d'évaluation de l'Agence de l'environnement et de la maîtrise de l'énergie (Ademe) et de la Commission de régulation de l'énergie (CRE).
L’encadrement légal de ces offres est déterminé par la directive de l'Union européenne 2018/2001, pour laquelle le caractère « renouvelable » de chaque mégawatt-heure produit est attesté par un certificat dit de « garantie d’origine » dont le prix est faible et qui peut être vendu indépendamment de l'électricité elle-même. Pour prouver que son offre est renouvelable, un fournisseur doit ainsi acquérir autant de garantie d'origine qu'il vend de mégawatts-heures ; le consommateur est alors assuré que sa consommation d’électricité correspond à une production renouvelable injectée sur le réseau électrique européen.
L’Ademe et la CRE indiquent que le développement récent de ces énergies est surtout dû aux dispositifs de soutiens publics et plaident, dans le but de stimuler les fournisseurs, pour que le consommateur sache, à travers sa facture, s’il finance réellement les énergies renouvelables. Dans cette perspective, l’Ademe créé le label « Vervolt », qui distingue les offres suivant deux niveaux : « choix engagé » et « choix très engagé ».

## Contexte

### Législatif européen
Le 11 décembre 2018, la directive de l'Union européenne 2018/2001 relative à la promotion de l'utilisation de l'énergie produite à partir de sources renouvelables établit le cadre du segment renouvelable des offres d'électricité. La directive retient comme énergies renouvelables les sources solaires (photovoltaïque et thermique), éolienne, marémotrice, houlomotrice, hydroélectrique, géothermie et biomasse. Cette directive vise d'abord « la réduction des émissions de gaz à effet de serre » et à « se conformer aux engagements pris par l'Union au titre de l'accord de Paris de 2015 sur le changement climatique ». Elle ne couvre que la promotion des énergies renouvelables.

### Législatif national
La directive européenne est transposée en droit français dans le code de l'énergie, elle retient la forme abrégée « énergie renouvelable » pour « énergie produite à partir de sources renouvelables », de même que « électricité renouvelable » pour « électricité produite à partir de sources renouvelables »,.

### Marché de l’électricité
Pour un article plus général, voir Marché de l'électricité en France.
Depuis la fondation d'Électricité de France (EDF) en 1946, la vente d’électricité en France s’appuie sur un quasi-monopole. À partir de 2007, la libéralisation économique du marché de l'électricité en France, conduit à une séparation des activités de production, de transport - monopole public géré par RTE, de distribution - monopole public d'Enedis et des entreprises locales de distribution, et de fourniture de l'électricité.
C'est dans ce contexte que les offres d’électricité renouvelable émergent et se développent, appuyées par une demande croissante de consommateurs (individuels, entreprises, collectivités), désireux de participer à la transition énergétique, et sur la volonté de la France et de l’Union européenne de développer les énergies renouvelables par création de nouvelles installations de production sur leurs territoires.[pertinence contestée]

## Production d'électricité
Chaque année, RTE publie un bilan résumant, entre autres, le mix énergétique de la production d'électricité française. Pour 2019, la production d'électricité totale s'élève à 538 TWh. Le mix électrique se décompose ainsi :
| Source                                       | Production (TWh) | Pourcentage |
| -------------------------------------------- | ---------------- | ----------- |
| Nucléaire                                    | 379,5            | 70,6 %      |
| Hydraulique                                  | 60,0             | 11,2 %      |
| Gaz                                          | 38,6             | 7,2 %       |
| Éolien terrestre                             | 34,1             | 6,3 %       |
| Solaire                                      | 11,6             | 2,2 %       |
| Bioénergies (biogaz, biomasse, incinération) | 9,9              | 1,8 %       |
| Charbon                                      | 1,6              | 0,3 %       |
| Fioul                                        | 2,3              | 0,4 %       |

La part des énergies renouvelables dans le mix électrique français en 2019 était de 20,2 %, dont 10,3 % d'hydraulique (hors Pompage-turbinage).
Chaque unité de production est reliée aux réseaux publics de transport ou de distribution. Ainsi, les différentes productions d'électricité sont « mélangées » pour transiter, via des câbles électriques, vers chaque consommateur qui soutire les quantités d’électricité dont il a besoin. Il n’y a donc pas de lien direct entre une production d'électricité et le consommateur, à l'exception de cas comme l’autoconsommation. Ce système évite de développer et d'entretenir des réseaux secondaires. En revanche, il ne permet pas de distinguer la provenance physique de l'électricité consommée,.
Le mix électrique est l’intégration des différentes sources d’électricité consommées sur une zone géographique donnée et cette électricité est appelé « électricité grise ».

## Offre d'électricité renouvelable

### Définition

#### Électricité renouvelable
Pour un article plus général, voir Électricité renouvelable.

#### Dénomination
Plusieurs dénominations sont couramment utilisées pour définir une offre d'électricité renouvelable. Certains fournisseurs utilisent l'expression « électricité verte »,, comme c'est le cas en Belgique.
Le terme « électricité propre », inadapté car non défini juridiquement, soulève la question du caractère écologique de certaines productions renouvelables (par exemple de grands barrages), ou inversement des productions non renouvelables (nucléaires), qui peuvent revendiquer un caractère « propre » car elles sont peu émettrices de gaz à effet de serre[réf. nécessaire].

### Garantie d'origine
Selon le médiateur national de l'énergie, une offre d’électricité peut être qualifiée de « renouvelable » si le fournisseur peut prouver qu'une quantité d'électricité équivalente à la consommation des clients de cette offre est injectée sur le réseau. Cette preuve est apportée par la garantie d'origine (GO).
L'Agence de l'environnement et de la maîtrise de l'énergie (Ademe) précise qu'une offre d’électricité peut être qualifiée de renouvelable par « un fournisseur [qui achète] de l’électricité auprès de n’importe quelle installation (EnR ou non EnR) et [que] sa seule obligation légale est de détenir une quantité de garantie d'origine égale à la consommation annuelle de ses clients en offre verte »,.
Les GO associées à l'électricité renouvelable injectée sur le réseau proviennent le plus souvent de centrales éloignées du lieu de consommation. Par exemple, le plus grand émetteur de GO vendues en Europe est la Norvège (25 %), et l’Islande est émettrice de garanties d’origine alors que ce pays n’a pas d'interconnexion avec le réseau de transport d’électricité européen.
De plus, la loi française interdit à tout producteur d’un nouveau projet de production renouvelable qui profite d’un mécanisme de soutien[Lesquels ?] (obligation d'achat, ...) de profiter également du revenu de la vente des GO ; seuls les sites de production arrivés à la fin de la période de soutien (déjà amortis), ou ceux, pour une part marginale, développés sans mécanisme de soutien sont éligibles à la vente des GO. L'achat de garanties d’origines — donc une offre d'électricité renouvelable — ne finance donc pas nécessairement la production d’électricité d’origine renouvelable en France. Ce système favorise les grands acteurs à la fois producteurs et fournisseurs d'électricité, qui peuvent ainsi verdir leur production d’origine fossile ou nucléaire, en utilisant des garanties d'origine émises par les sites de production d’énergie renouvelable les plus anciens.
En 2019, 91,6 % des garanties d'origine utilisées en France ont été produites par la filière hydroélectrique, dont 63,2 % émises en France (EDF et CNR pour l'essentiel) et 28,4 % émises à l'étranger. Le reste des garanties d'origine émises en France (8,5 % en 2019) est issu des installations à biomasse, éoliennes, hydroélectriques ou photovoltaïques soutenues par l'État.
Le fournisseur d’électricité renouvelable l'obligation légale d'injecter mensuellement sur le réseau électrique l’équivalent de la consommation d’électricité de ses clients. Selon l'Ademe : « cette garantie est apportée par l’achat de garanties d'origine auprès de n’importe quelle installation EnR située au sein de l’Union européenne, ou de pays ayant un accord avec l’Union européenne (principalement la Norvège et la Suisse ». Les garanties d'origine sont des certificats électroniques, un certificat correspondant à la production de 1 000 kWh (1 MWh) d’électricité renouvelable. Le Médiateur national de l'énergie note : « les Garanties d’origine peuvent être échangées indépendamment de l’électricité qu’elles certifient ». Ainsi, l'électricité que le fournisseur achète et injecte réellement dans les réseaux pour ses clients est indépendante de ces « garanties d'origine » : cette électricité peut être renouvelable (solaire, éolienne...) ou non (centrale thermique à gaz, à charbon ou nucléaire, électricité du marché...).
En 2022, la garantie d'origine à un coût estimé entre 15 centimes et 3 euros le mégawattheure. L'entreprise Powernext assume la délivrance, le transfert et l’utilisation des garanties d'origine au Registre national des garanties d’origine.

#### Critiques
Le système légal des garanties d’origine, qui cadre les offres renouvelables, est le seul permettant d’identifier les énergies renouvelables dans le marché de l’électricité de l’union européenne. Cependant, les principaux acteurs reconnaissent que, par son principe même, ce sont essentiellement les anciennes installations hydroélectriques amorties qui sont les bénéficiaires des quelques ressources de ce système,,. Le système n’apporte donc pratiquement rien, pour l’instant, en faveur du développement des énergies renouvelables, contrairement au but affiché. D'autre part, si ces énergies se sont développées, c’est d’abord dû aux aides que l’État a apportées aux nouvelles installations ou a mobilisées à travers la contribution au service public de l'électricité (CSPE). La CSPE est payée par l'ensemble des consommateurs d’électricité pour 2,25 c€/kWh en 2021, dont environ 62 % (1,40 c€/kWh) finance une partie de l’aide de l’État aux installations d’électricité renouvelable ayant bénéficié de l’obligation d’achat, tandis que les coûts, toujours en diminution pour les nouvelles installations de production, permettent aujourd’hui d’envisager leur développement avec plus de sérénité[réf. souhaitée].

## Types d’offres d’électricité renouvelable

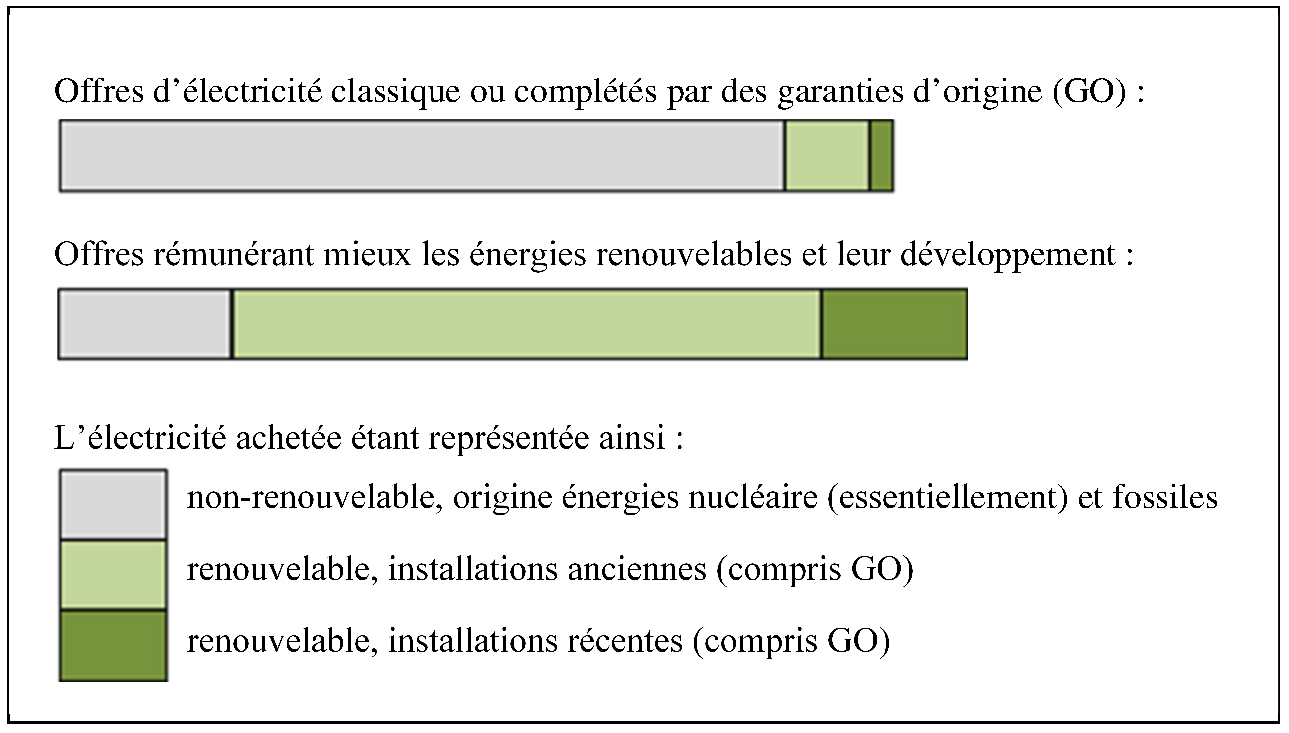
À titre d’illustration, un schéma indicatif des achats d’électricité (c€ Wh) dans les types d'offres. Chaque offre a ses particularités et les proportions des différentes sources d'électricité varient tous les ans. Il est possible de questionner un fournisseur sur ses achats réels d'électricité des années passées et, souvent, d'accéder à ses bilans annuels.

Deux types d'offre peuvent être proposés par le fournisseur :
- l'achat de garanties d'origine dissociées de la production d’électricité (renouvelable ou non), dite offres « standard » ;
- l'achat conjoint de garanties d'origine et de la production d'électricité renouvelable aux producteurs, dite offres d’électricité « premium ».

Les offres d’électricité renouvelable sont difficiles à comprendre par le public, et des associations de consommateurs apportent des éclairages sur les offres disponibles,. Ces offres permettent au consommateur de connaître l'origine de l'électricité qu'il paye suivant le principe des garanties d'origine de la directive européenne 2018/2001 alors que l’électricité qu'il consomme réellement provient du réseau public d’électricité, qui reçoit toute l'électricité produite, sans distinction entre renouvelable et non renouvelable,. Ces offres permettent aussi d'apporter une rémunération complémentaire (quoique souvent jugée marginale) aux producteurs d'électricité renouvelable. Ainsi, le prix de la garantie d'origine en Europe n'a pas permis d'assurer le développement des énergies renouvelables, un développement qui a surtout été soutenu par les politiques publiques et la forte baisse des prix des nouvelles installations de production. Des offres innovantes et des labels[Lesquels ?] émergent[Quand ?] dans le but d'aider le consommateur à choisir une offre plus adaptée à ses souhaits.

### Offre d’électricité «standard»
Dans ce type d'offre, l’électricité est achetée au meilleur prix, quelle que soit son origine de l'électricité non tracé, dite « électricité grise » sur le marché de gros ou sur le marché de l’Accès régulé à l'électricité nucléaire historique (ARENH). L'origine de l'électricité fournie est alors souvent proche du « mix résiduel français » (soit le mix de consommation moins les garanties d’origine utilisées en France), composé, en 2019, de 82,0 % d'énergie nucléaire, 9,6 % d'énergies fossiles et 8,4 % d'énergies renouvelables.
Le fournisseur acquiert parallèlement une quantité équivalente de garanties d’origine équivalente au volume de mégawatts-heures consommé par ses clients. Le prix des garanties d'origine étant inférieur au coût de production de l'électricité, une faible part du prix de l'énergie revient effectivement aux énergies renouvelables.
Ce type d'offre d'électricité renouvelable sont les plus courantes. Elle sont dénommées « offres standard » par l'Ademe. L’Ademe estime la part annuelle de la facture qui revient aux renouvelables pour une offre « standard » type, à environ 1,1% du montant total de sa facture.

#### Alimentation en électricité nucléaire pour les offres «100% vertes»
Pour un article plus général, voir ARENH.
Les fournisseurs d'électricité renouvelable peuvent avoir recours aux marchés de l'électricité, ce qui implique l'achat d'électricité nucléaire dans le cadre du mécanisme d'Accès régulé à l'électricité nucléaire historique (ARENH).
À la suite de la crise énergétique mondiale de 2021-2023, l'ensemble des fournisseurs d'électricité souscrivent à l'ARENH. En effet, les fournisseurs d'électricité subissent une forte augmentation du prix de l'électricité renouvelable car les producteurs ont largement ajusté leurs prix pour profiter de la flambée des marchés de l'électricité liée au manque de nucléaire et aux tensions sur les approvisionnements en gaz. Quand les prix des marchés sont hauts, il n'est pas possible d'être compétitif sans recourir à l'ARENH, qui assure, au début 2022, un accès à de l'électricité au prix régulé de 42 €/MWh, contre un prix de marché à court terme proche de 200 €/MWh,.

### Offre d’électricité «premium»
Dans ce type d'offre, les garanties d'origine et l’électricité associée sont achetées ensemble. Ces offres rémunèrent mieux les producteurs d'énergies renouvelables, selon l'Agence de l'environnement et de la maîtrise de l'énergie (Ademe) et la Commission de régulation de l'énergie (CRE), et favorisent plus réellement le développement de la production d’électricité renouvelable.
Ce type d'offre d'électricité renouvelable est dénommé « offre premium » par l'Ademe,. L'organisme estime la part annuelle de la facture qui revient aux renouvelables pour ce genre d'offre à 29 % du montant total.
La première offre de ce type est créée à l'ouverture du marché de l'électricité, en 2007, par Enercoop, fournisseur qui achète conjointement les garanties d'origine et l’électricité renouvelable à des producteurs identifiés,,. Les apports aux énergies renouvelables peuvent être alors bien plus importants, si le prix d'achat proposé par le fournisseur au producteur est supérieur au prix de marché de l'électricité, et peuvent soutenir de nouvelles installations[réf. nécessaire].
En décembre 2018, l'Ademe cite quatre fournisseurs qui proposent des offres de ce type : Ekwateur, Enercoop, Energie d’ici et Ilek.
La CRE indique que les offres de ce type « sont probablement aujourd’hui les offres les plus vertueuses du point de vue de la contribution au maintien ou au développement des énergies renouvelables, mais cela tient davantage au montant de la rémunération offerte aux installations qu’à la forme de l’approvisionnement ». La CRE considère qu’un label soutenu par les pouvoirs publics « devrait permettre aux consommateurs de connaître les caractéristiques des installations qu’ils soutiennent ainsi que la hauteur de leur contribution en comparaison à une offre standard » dans son rapport (p. 153).

### Labelisation
En novembre 2020, la CRE considère nécessaire d’améliorer la transparence et l'information : « En particulier, l’articulation entre offres vertes, garanties d'origine et contribution au développement et au financement des énergies renouvelables doit être décrite de façon claire ».
L'Ademe considère elle que la promesse faite aux consommateurs par les fournisseurs d'électricité renouvelable nourrit « une image trompeuse » : « en souscrivant une offre d'électricité verte, on pense qu'on va acheter des électrons produits par un parc éolien ou solaire alors que dans la majorité des cas seule une part très infime de la facture d'électricité rémunère ces installations renouvelables et contribue à financer la transition énergétique, à travers l'achat de certificats de garantie d'origine renouvelable ». Les consommateurs doivent donc être clairement informés de l’impact de leurs choix sur le développement des énergies renouvelables.

#### Label VertVolt
En octobre 2021, l'Ademe annonce la création du label VertVolt, fruit d'une collaboration avec les principaux acteurs concernés (fournisseurs, associations de consommateurs, administrations, associations…). Il se décline en un niveau « choix engagé » (offres proches des offres « premium » ci-dessus) et en un niveau « choix très engagé » (qui impose en plus qu'au minimum 25 % des installations de production d'électricité soient « récentes et sans soutien public ou « à gouvernance partagée » »),,.
Le résultat de ce travail a du mal à faire consensus,,.

Label VertVolt - Choix très engagé.
Label VertVolt - Choix engagé.

### Autres valorisations de la production

#### Achat direct d’électricité renouvelable
Les consommateurs professionnels peuvent acheter directement de l’électricité renouvelable sans l’intermédiaire d’un fournisseur, par le système de vente directe d'électricité (PPA). Les PPA sont des contrats de long terme qui portent, généralement, à la fois sur l’énergie et sur les garanties d’origine. Ces contrats permettent au producteur de vendre son électricité renouvelable de façon rentable tandis que le consommateur bénéficie d'une visibilité à long terme sur le prix de son énergie tout en participant à une réduction des gaz à effet de serre. Le cabinet Bloomberg NEF recense à fin 2019 une puissance cumulée de 19,5 GW de capacité renouvelable ayant fait l’objet d’un PPA dans le monde, dont plus de 80 % aux États-Unis. En Europe, des PPA ont été signés surtout dans les pays scandinaves, suivis par les Pays-Bas, le Royaume-Uni et l’Espagne puis, dans une moindre mesure, la France et la Pologne. Trois PPA ont été signés en France en 2019 : Metro (25 GWh/an d'éolien d'Eurowatt sur trois ans) ; Boulanger (5 MW de photovoltaïque de Voltalia sur 25 ans) et SNCF (143 MW de photovoltaïque de Voltalia sur 25 ans). 

#### Association fine entre production renouvelable et consommation
En utilisant des technologies novatrices, par exemple de « base de données distribuée » (blockchain), il est possible de faire correspondre la consommation du moment d’un client (au pas d’une demi heure par exemple) avec une production renouvelable et, si nécessaire, d’indiquer les périodes où cette correspondance ne peut pas se faire (achats d’électricité sur les marchés). Il est alors possible d'envisager une plus grande transparence sur l’électricité réellement affectée à un client (quand elle est d'origine renouvelable ou pas, de quel lieu de production elle vient ; voir le rapport CRE p. 150).
Enfin, de nouvelles offres, apparues à la fin des années 2010 utilisent, en complément des garanties d'origine, des moyens techniques tels que la blockchain, qui permettent d’associer plus clairement chaque consommation à une production identifiée afin de mieux informer le consommateur[réf. à confirmer].

#### Offres présentant des caractéristiques complémentaires
En complément de la fourniture d'offres renouvelables, les fournisseurs peuvent mettre en avant différentes caractéristiques, susceptibles de répondre aux attentes de certains clients :
- caractère coopératif du fournisseur et orientation vers l’investissement citoyen ;
- proximité de la consommation et de la production ;
- production labellisée de l'électricité achetée par le fournisseur
- investissements du fournisseur lui-même dans la production d’électricité renouvelable.

## Parts de marché
Un rapport de la Commission de régulation de l'énergie (CRE) indique que : « au 31 décembre 2019, 3,9 millions de clients résidentiels ont souscrit une offre 100 % verte en électricité. (…) Cela représente une augmentation de 152 % depuis le 31 décembre 2017, tandis que le nombre de souscriptions d’une offre qui n’est pas 100 % verte est resté stable »,. La pénétration de ces contrats est bien supérieure en Allemagne (près de 20 %) et en Espagne. Le principal obstacle à leur développement reste le poids dominant des tarifs réglementés : 69 % à la fin de juin 2020. Le baromètre du médiateur de l'énergie constate que sept personnes sur dix sont favorables à l'électricité renouvelable, mais ils sont seulement 16 % à être prêts à souscrire à une telle offre si elle est plus chère que les autres.

## Comparateurs d'offres
Le comparateur d’Énergie-info permet d’obtenir une évaluation neutre du prix des offres de l’ensemble des fournisseurs, dont les fournisseurs d’électricité renouvelable,. Pour ces fournisseurs, Énergie-info parle d'une offre « 100 % verte » si elle est couverte à 100 % par des garanties d’origine. Des précisions sont données sur les garanties d’origine associées à chaque offre (origine France ou Europe, production hydraulique, éolienne…).
Pour identifier les offres qui favorisent réellement le développement des énergies renouvelables, les sites des associations de consommateurs ou de Greenpeace proposent des comparateurs selon des critères propres.